# 三明市人民政府
三明市人民政府，是中华人民共和国福建省三明市的行政机关。

## 沿革
1950年2月，福建省人民政府在永安县设立福建省人民政府第七行政督察专员公署，接管原中国国民党旧政权。同年4月，改称福建省人民政府永安行政督察专员公署，下辖永安县、三元县、明溪县、清流县、宁化县、大田县、宁洋县、德化县等8个县政府。1956年6月，永安行政督察专员公署撤销，所属各县分别划归南平、龙岩、晋江专员公署管辖。境内专署一级机构设置一度中断。1957年，中共中央决定在三明进行重工业基地建设。1958年4月，组建福建省三明重工业建设委员会（正地市级），直属中共福建省委、福建省人委领导。1959年2月，中共福建省委、福建省人委决定，三明重工业建设委员会与三明县合并，成立三明人民公社筹备委员会。1960年1月，经国务院批准，将三明人民公社筹备委员会改为三明市人民委员会，下辖三明县、永安县、清流县、宁化县。1963年4月，设立三明专员公署，下辖三明市和三明县（明溪县）、永安县、清流县、宁化县、大田县。1966年文化大革命开始后，专署机关受到造反派冲击。1967年2月至3月，中国人民解放军三明军分区奉命介入地方执行三支两军任务，并成立生产领导小组，取代原三明专署机构职能。1968年10月25日，经中共福州军区党委、福建省革委会批准，成立三明专区革命委员会。1970年7月，原隶属于南平专区的尤溪县、沙县、将乐县、泰宁县、建宁县调整划入三明专区管辖。同年12月，三明专区革命委员会改称三明地区革命委员会。1978年3月29日，撤销三明地区革命委员会，设立三明地区行政公署，下辖三明市、明溪县、永安县、清流县、宁化县、大田县、尤溪县、将乐县、沙县、泰宁县、建宁县。1983年4月，撤销三明地区行政公署建制，实行地市合并。同年5月，正式成立三明市人民政府，下辖梅列县、三元县、永安县、明溪县、清流县、宁化县、大田县、尤溪县、沙县、将乐县、泰宁县、建宁县。

## 职权
根据《中华人民共和国地方各级人民代表大会和地方各级人民政府组织法》第七十三条，县级以上的地方各级人民政府行使下列职权：
1. 执行本级人民代表大会及其常务委员会的决议，以及上级国家行政机关的决定和命令，规定行政措施，发布决定和命令；
2. 领导所属各工作部门和下级人民政府的工作；
3. 改变或者撤销所属各工作部门的不适当的命令、指示和下级人民政府的不适当的决定、命令；
4. 依照法律的规定任免、培训、考核和奖惩国家行政机关工作人员；
5. 编制和执行国民经济和社会发展规划纲要、计划和预算，管理本行政区域内的经济、教育、科学、文化、卫生、体育、城乡建设等事业和生态环境保护、自然资源、财政、民政、社会保障、公安、民族事务、司法行政、人口与计划生育等行政工作；
6. 保护社会主义的全民所有的财产和劳动群众集体所有的财产，保护公民私人所有的合法财产，维护社会秩序，保障公民的人身权利、民主权利和其他权利；
7. 履行国有资产管理职责；
8. 保护各种经济组织的合法权益；
9. 铸牢中华民族共同体意识，促进各民族广泛交往交流交融，保障少数民族的合法权利和利益，保障少数民族保持或者改革自己的风俗习惯的自由，帮助本行政区域内的民族自治地方依照宪法和法律实行区域自治，帮助各少数民族发展政治、经济和文化的建设事业；
10. 保障宪法和法律赋予妇女的男女平等、同工同酬和婚姻自由等各项权利；
11. 办理上级国家行政机关交办的其他事项。

## 机构设置
根据根据《中共福建省委办公厅、福建省人民政府办公厅关于印发〈三明市机构改革方案〉的通知》（闽委办发〔2018〕35号）和《中共三明市委办公室、三明市人民政府办公室关于印发〈三明市市级机构改革实施方案〉的通知》（明委办发〔2018〕26号），三明市人民政府设置下列机构：
- 三明市人民政府办公室（三明市人民政府外事办公室）
- 三明市发展和改革委员会（三明市粮食和物资储备局、三明市大数据管理局）
- 三明市教育局
- 三明市科学技术局
- 三明市工业和信息化局
- 三明市民族与宗教事务局
- 三明市公安局（三明市打击走私综合治理工作办公室）
- 三明市民政局（三明市革命老根据地建设办公室）
- 三明市司法局
- 三明市财政局
- 三明市人力资源和社会保障局
- 三明市自然资源和规划局
- 三明市生态环境局
- 三明市住房和城乡建设局
- 三明市交通运输局
- 三明市水利局
- 三明市农业农村局（三明市扶贫开发领导小组办公室、中共三明市委实施乡村振兴战略领导小组办公室）
- 三明市商务局（三明市口岸工作办公室）
- 三明市文化和旅游局（三明市新闻出版广电局、三明市版权局、三明市文物局）
- 三明市卫生健康委员会
- 三明市退役军人事务局（三明市双拥共建工作领导小组办公室）
- 三明市应急管理局
- 三明市审计局
- 三明市人民政府国有资产监督管理委员会
- 三明市林业局
- 三明市市场监督管理局（三明市知识产权局）
- 三明市体育局
- 三明市统计局
- 三明市人民防空办公室
- 三明市医疗保障局
- 三明市信访局
- 三明市城市管理局
- 三明市地方金融监督管理局（三明市金融工作办公室）